# Endiyny
Endiyny jsou organické sloučeniny obsahující dvě trojné a jednu dvojnou vazbu.

Obcený vzorec endiynu
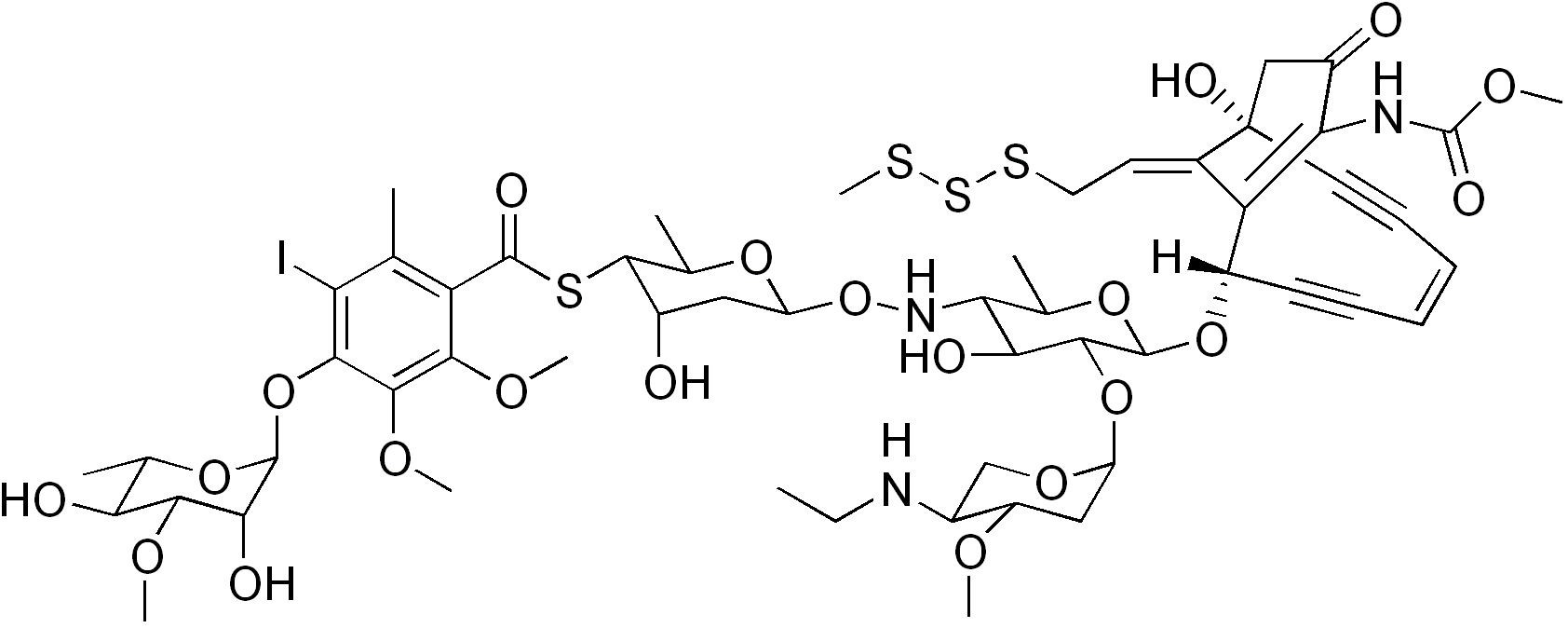
Kalicheamicin: protinádorové léčivo obsahující endiynovou skupinu

Některé endiyny se používají jako protinádorová léčiva; vyvolávají apoptózu buněk, ovšem nemohou rozlišit nádorové buňky od zdravých - probíhá ale výzkum zaměřený na zlepšení specificity jejich toxicity.

## Struktura a reaktivita

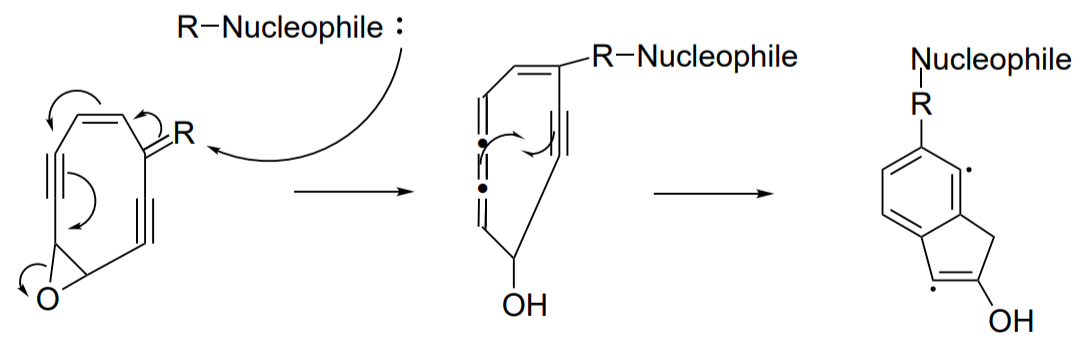
Během Myersovy-Saitoovy cyklizace se přesunou elektrony z dienu, čímž vznikne nestabilní kumulen. Tento kumulen a zbývající alkyn dodají po jednom elektronu za vzniku dvou spojených kruhů.

Devítičlenné či desetičlenné kruhy obsahující dvojnou vazbu mezi dvojicí trojných se označují jako hlavice endiynů; v základní podobě jsou hlavice neaktivní. Endiyny se dají aktivovat Bergmanovými nebo Myersovými-Saitoovými cyklizacemi.
Bergmanovy cyklizace mění struktury endiynových kruhů, když je přeměňují na dva menší kruhy. Z každé trojné vazby endiynu se přesune po jednom elektronu na sousední jednoduché vazby, čímž vzniknou dvě nové dvojné vazby. Současně s tím se použije další pár elektronů (jeden z každé alkynové skupiny) na vytvoření nové kovalentní vazby. Produktem spojení uvedených reakcí je 1,4-benzenoidový diradikál s kruhem obsahujícím zbývající atomy původního endiynu.

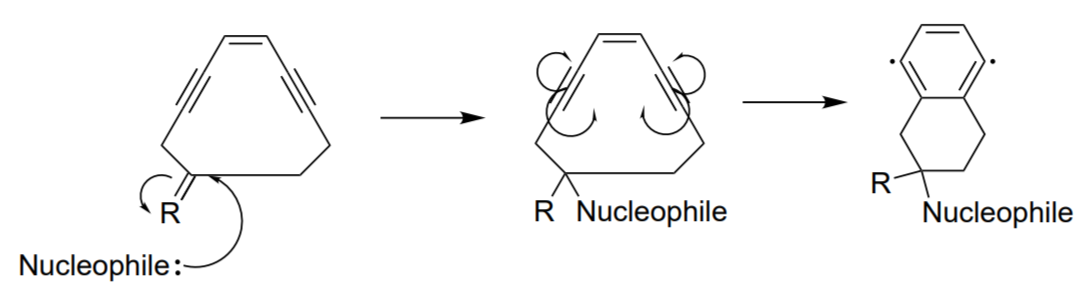
Přesun elektronu během Bergmanovy cyklizace obecného endiynu za vzniku 1,4-benzenoidového diradikálu napojeného na další kruh

Na kruhy některých endiynů jsou navázané epoxidové skupiny, čímž se Bergmanovy cyklizace v důsledku sterického stínění stávají nevýhodnými. K provedení Bergmanových cyklizací je nutné tyto epoxidy odstranit.
Dalším způsobem aktivace endiynů je Myersova-Saitoova cyklizace, při níž se z hlavice endiynu stane diradikál. Při tomto mechanismu musí být alkenová skupina součástí dienového systému, s dvojnou vazbou ve vyměnitelné skupině. Dvojnou vazbu této skupiny atakuje nukleofil, čímž vyvolá posloupnost přesunů elektronů; jedna z trojných vazeb endiynu se přitom přemění na kumulenovou. Kumulen a zbývající alkyn odevzdají po jednom elektronu a utvoří novou kovalentní vazbu.

## Mechanismus účinku

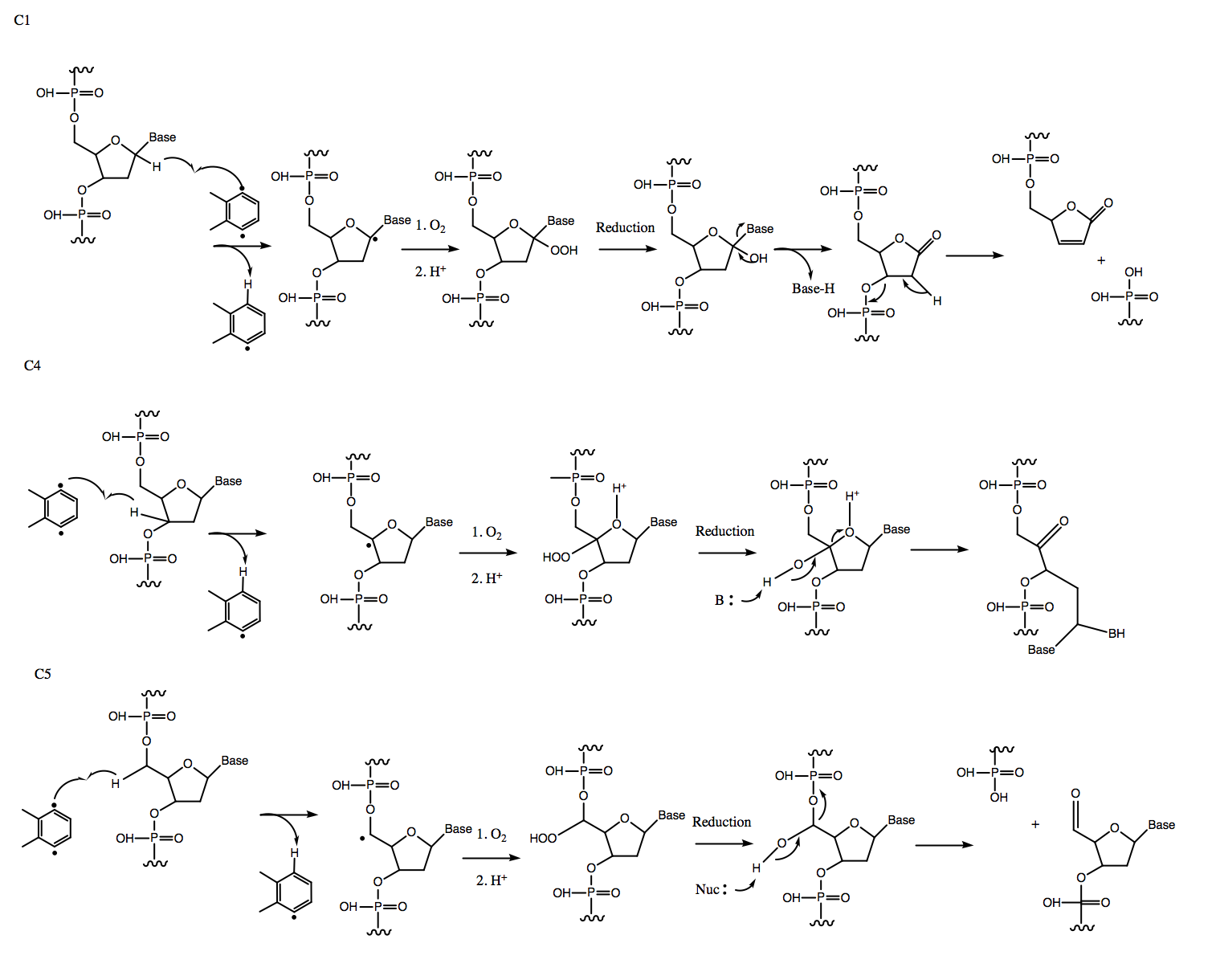
Odštěpení vodíku z C1, C4, nebo C5 fosfosacharidu v DNA reaktivním 1,4-benzenoidem

Cyklizace endiynových skupin vytvářejí 1,4-benzenoidové diradikály, které fungují jako nukleofily a atakují elektrofily za vzniku stálejších sloučenin. V organismech mohou reagovat s DNA za odštěpení dvou vodíků z opačných stran molekul sacharidů, což může proběhnout na C1, C4, nebo C5. DNA radikály následně vytvářejí překřížené struktury nebo reagují s O2, a tím vyvolávají jedno- nebo oboustranné štěpení DNA.

## Biosyntéza
Endiynová skupina dodává látkám, které ji obsahují, významnou cytotoxicitu.
Endiynové skupiny vznikají z lineárních, pravděpodobně polyketidových, prekurzorů obsahujících sedm nebo osm propojených acetátových jednotek. Enzymy účastnící se tvorby endiynů jsou polyketidsynázy (PKS) typu I.
Sekvenováním endiynových genových clusterů bylo potvrzeno, že endiynová jádra vznikají z polyketidů, což pomohlo nalézt biosyntetické dráhy a mechanismy endiynů.
Rozdíly v těchto biosyntetických drahách jsou způsobeny odlišnými způsoby tvorby -ynových skupin a také rozdílnými způsoby zapracovávání jednotlivých izotopů. Výraznější rozdíly jsou vyvolávány navázáním různých funkčních skupin na rozdílná místa endiynových hlavic. Těmito skupinami mohou být aryly nebo sacharidy; vliv mají také na navazování na DNA a rovněž ovlivňují fyzikální vlastnosti endiynových chromoforů.
Cytotoxicita enediynových chromoforů vyžaduje, aby byla jejich biosyntéza přísně regulována, mechanismy této regulace jsou většinou neznámé. Organismy vytvářející endiyny se vůči jejich působení chrání sebezničujícími proteiny. Některé organismy používají CalC, kterým zachycují kalicheamicin a reaktivní diradikál odstraňuje vodíky z glycinu v řetězci proteinu, a ne z DNA.

## Rozdělení
Je známo 14 endiynů vyskytujících se v přírodě. Několik dalších skupin bylo připraveno v laboratořích.
Endiyny se dělí na dvě podskupiny, podle toho, jestli mají 9členné nebo 10členné endiynové jádro:

### Devítičlenné (chromoproteiny)
Devítičlenné endiyny se také označují jako chromoproteiny, protože mají na sebe navázané bílkoviny. Tyto bílkoviny jsou důležité pro transport a stabilizaci endiynových skupin.

#### Neocarzinostatin
Neocarzinostatin je vytvářen balkterií Streptomyces carzinostaticus. Vytváří apoprotein se 113aminokyselinovým polypeptidem, který může štěpit histonový protein H1.
Neocarzinostatin je příkladem endiynu aktivovaného Myersovou-Saitoovou cyklizací. Jeho analog SMANCS byl v Japonsku schválen pro léčení nádorů jater.

#### C-1027
C-1027, známý také jako lidamycin, je jedním z proti nádorům nejúčinnějších endiynů. Poprvé byl izolován z bakterie Streptomyces globisporus. Na rozdíl od většiny ostatních endiynů není C-1027 aktivován tvorbou 1,4-benzenoidového diradikálu. C-1027 vykazuje potenciální účinnost proti hypoxickým nádorům.

### Desetičlenné

#### Kalicheamiciny
Kalicheamiciny jsou skupinou endiynů izolovaných z bakterie Micromonospora echinospora calichensis.
Kalicheamiciny vykazují silnou antimikrobiální aktivitu vůči grampozitivním i gramnegativním bakteriím. Kalicheamicin γ1 je vysoce účinný in vivo proti buňkám leukémií a melanomů . Kalicheamicinům se strukturou podobají esperamiciny.

#### Esperamiciny
Esperamiciny, poprvé izolované z Actinomadura verrucosospora, jsou jedněmi z nejúčinnějších známých protinádorových antibiotik.
Do skupiny esperamicinů patří esperamicin A1, A1b, A2, A3, A4, B1, B2, a X. Esperamicin X je neaktivním esperamicinem vytvářeným v A. verrucosospora. Aktivují se sloučeninami obsahujícími thiolové skupiny.

#### Dynemiciny
Dynemicinové endiyny jsou vytvářeny v Micromonospora chersina; první objevenou sloučeninou z této skupiny byl dynemicin A.
Dynemiciny jsou fialové, protože mají na endiynová jádra navázané anthrachinonové skupiny. Dynemyciny jsou obzvláště účinné vůči leukémiím a melanomům.

#### Golfomycin A
Golfomycin A je syntetický endiyn vyvinutý za účelem snadnější výroby protinádorových léků.
Štěpení DNA vyvolávané golfomycinem A je ovlivnitelné hodnotou pH. In vitro studie ukázaly, že golfomycin A může tlumit nádory močového měchýře.